# Vieil-Hesdin
Vieil-Hesdin (Aussprache [vjɛj eˈdɛ̃], flämisch: Oud-Heusden) ist eine französische Gemeinde mit 343 Einwohnern (Stand: 1. Januar 2022) im Département Pas-de-Calais in der Region Hauts-de-France (vor 2016 Nord-Pas-de-Calais). Sie gehört zum Arrondissement Montreuil und ist Mitglied im Gemeindeverband Communauté de communes des 7 Vallées. Die Einwohner werden Vieil-Hesdinois und Vieil-Hesdinoises genannt.
Nachbargemeinden sind Le Parcq im Nordwesten, Auchy-lès-Hesdin im Norden, Rollancourt und Fresnoy im Nordosten, Willeman im Osten, Wail im Südosten, Vacqueriette-Erquières im Südwesten und Saint-Georges im Westen.

## Bevölkerungsentwicklung
| Vieil-Hesdin: Einwohnerzahlen von 1793 bis 2020                                                                            | Vieil-Hesdin: Einwohnerzahlen von 1793 bis 2020 | Vieil-Hesdin: Einwohnerzahlen von 1793 bis 2020 | Vieil-Hesdin: Einwohnerzahlen von 1793 bis 2020 | Vieil-Hesdin: Einwohnerzahlen von 1793 bis 2020 |
| --- | ----------------------------------------------- | ----------------------------------------------- | ----------------------------------------------- | ----------------------------------------------- |
| Jahr |                                                 |                                                 |                                                 | Einwohner                                       |
| 1793 | 1793                                            |                                                 | 482                                             | 482                                             |
| 1800 | 1800                                            |                                                 | 560                                             | 560                                             |
| 1806 | 1806                                            |                                                 | 558                                             | 558                                             |
| 1821 | 1821                                            |                                                 | 496                                             | 496                                             |
| 1831 | 1831                                            |                                                 | 507                                             | 507                                             |
| 1836 | 1836                                            |                                                 | 530                                             | 530                                             |
| 1841 | 1841                                            |                                                 | 526                                             | 526                                             |
| 1846 | 1846                                            |                                                 | 566                                             | 566                                             |
| 1851 | 1851                                            |                                                 | 592                                             | 592                                             |
| 1856 | 1856                                            |                                                 | 556                                             | 556                                             |
| 1861 | 1861                                            |                                                 | 566                                             | 566                                             |
| 1866 | 1866                                            |                                                 | 540                                             | 540                                             |
| 1872 | 1872                                            |                                                 | 558                                             | 558                                             |
| 1876 | 1876                                            |                                                 | 521                                             | 521                                             |
| 1881 | 1881                                            |                                                 | 497                                             | 497                                             |
| 1886 | 1886                                            |                                                 | 454                                             | 454                                             |
| 1891 | 1891                                            |                                                 | 474                                             | 474                                             |
| 1896 | 1896                                            |                                                 | 494                                             | 494                                             |
| 1901 | 1901                                            |                                                 | 437                                             | 437                                             |
| 1906 | 1906                                            |                                                 | 420                                             | 420                                             |
| 1911 | 1911                                            |                                                 | 413                                             | 413                                             |
| 1921 | 1921                                            |                                                 | 377                                             | 377                                             |
| 1926 | 1926                                            |                                                 | 399                                             | 399                                             |
| 1931 | 1931                                            |                                                 | 374                                             | 374                                             |
| 1936 | 1936                                            |                                                 | 387                                             | 387                                             |
| 1946 | 1946                                            |                                                 | 388                                             | 388                                             |
| 1954 | 1954                                            |                                                 | 381                                             | 381                                             |
| 1962 | 1962                                            |                                                 | 338                                             | 338                                             |
| 1968 | 1968                                            |                                                 | 338                                             | 338                                             |
| 1975 | 1975                                            |                                                 | 371                                             | 371                                             |
| 1982 | 1982                                            |                                                 | 362                                             | 362                                             |
| 1990 | 1990                                            |                                                 | 364                                             | 364                                             |
| 1999 | 1999                                            |                                                 | 364                                             | 364                                             |
| 2006 | 2006                                            |                                                 | 366                                             | 366                                             |
| 2013 | 2013                                            |                                                 | 376                                             | 376                                             |
| 2020 | 2020                                            |                                                 | 344                                             | 344                                             |
| Quelle(n): EHESS/Cassini bis 1999, INSEE ab 2006 Anmerkung(en): Ab 1962 offizielle Zahlen ohne Einwohner mit Zweitwohnsitz |                                                 |                                                 |                                                 |                                                 |